# Reiner Steffen
Reiner Steffen (* 18. August 1941 in Kirchbrak, Landkreis Holzminden, Niedersachsen) ist ein deutscher Wirtschaftswissenschaftler und war von 1977 bis 2002 als Universitätsprofessor an der Gottfried Wilhelm Leibniz Universität Hannover tätig.

## Werdegang
Reiner Steffen studierte nach dem Abitur und dem Wehrdienst von 1963 bis 1968 Betriebswirtschaftslehre und Wirtschaftspädagogik an den Universitäten Saarbrücken und Göttingen. Danach war er bis 1977 wissenschaftlicher Assistent an der Ruhr-Universität Bochum, wo er 1971 promovierte (Dr.rer.oec.) und sich 1975 habilitierte (Venia Legendi für Betriebswirtschaftslehre). Bei anschließenden Berufungen an die Universität Siegen (damals Gesamthochschule) und die Universität Hannover entschied er sich für die Übernahme des Lehrstuhls für Betriebswirtschaftslehre mit dem Schwerpunkt Produktionswirtschaft an der Universität Hannover. Einen 1982 an ihn ergangenen Ruf an die Universität Hohenheim lehnte er ab.

## Fachliche Ausrichtung
Hauptarbeitsgebiete in Lehre und Forschung
- Betriebswirtschaftliche Planung, Steuerung und Kontrolle industrieller Produktion
- Anlagenwirtschaft (insbesondere bei hochautomatisierten Produktionsanlagen)
- Materialwirtschaft/Zulieferbedingungen/Just-in-time-Prinzipien
- Personalwirtschaftliche Aufgabenstellungen in der Produktion (Formen der Gruppenarbeit mit Autonomieübertragungen; Soziale Kompetenz bei Führungsaufgaben; Ausgestaltung von Entlohnungsformen)
- Kosten- und Erlösrechnungssysteme/Controllingsysteme
- Operations-Research-Verfahren für die Optimierung von Produktionsprogrammen und -prozessen
- interdisziplinäre Zusammenarbeit mit ingenieurwissenschaftlichen Instituten der Universität Hannover (z. B. in Sonderforschungsbereichen der Deutschen Forschungsgemeinschaft und in gemeinsamen Lehrmodulen zur computerintegrierten Produktion, zum kooperativen Produktengineering und zur Verfügbarkeitssicherung hochautomatisierter Produktionsanlagen).

## Werke (Auswahl)
- Analyse industrieller Elementarfaktoren in produktionstheoretischer Sicht. Grundlagen für den Aufbau kurzfristiger Planungsmodelle. Berlin 1973
- Produktionsplanung bei Fließfertigung. Wiesbaden 1976.
- hrsg. mit R. Wartmann: Kosten und Erlöse. Orientierungsgrößen der Unternehmenspolitik. Stuttgart 1990
- Produktions- und Kostentheorie 1. Auflage, 1983; 2. Auflage, 1993; 3. Auflage, 1997; 4. Auflage (zusammen mit Katja Schimmelpfeng) 2002; in japanischer Sprache erschienene 2. Auflage, Osaka 1995
- Zahlreiche Beiträge in Zeitschriften und Sammelwerken zur Produktionsplanung, -steuerung und -kontrolle, zur industriellen Anlagen- und Personalwirtschaft, zur Kosten- und Erlösrechnung, zu interdisziplinären ingenieurwissenschaftlich-betriebswirtschaftlichen Fragestellungen.

| Personendaten    | Personendaten                                            |
| ---------------- | -------------------------------------------------------- |
| NAME             | Steffen, Reiner                                          |
| KURZBESCHREIBUNG | deutscher Wirtschaftswissenschaftler und Hochschullehrer |
| GEBURTSDATUM     | 18. August 1941                                          |
| GEBURTSORT       | Kirchbrak, Landkreis Holzminden, Niedersachsen           |